# Saint patron

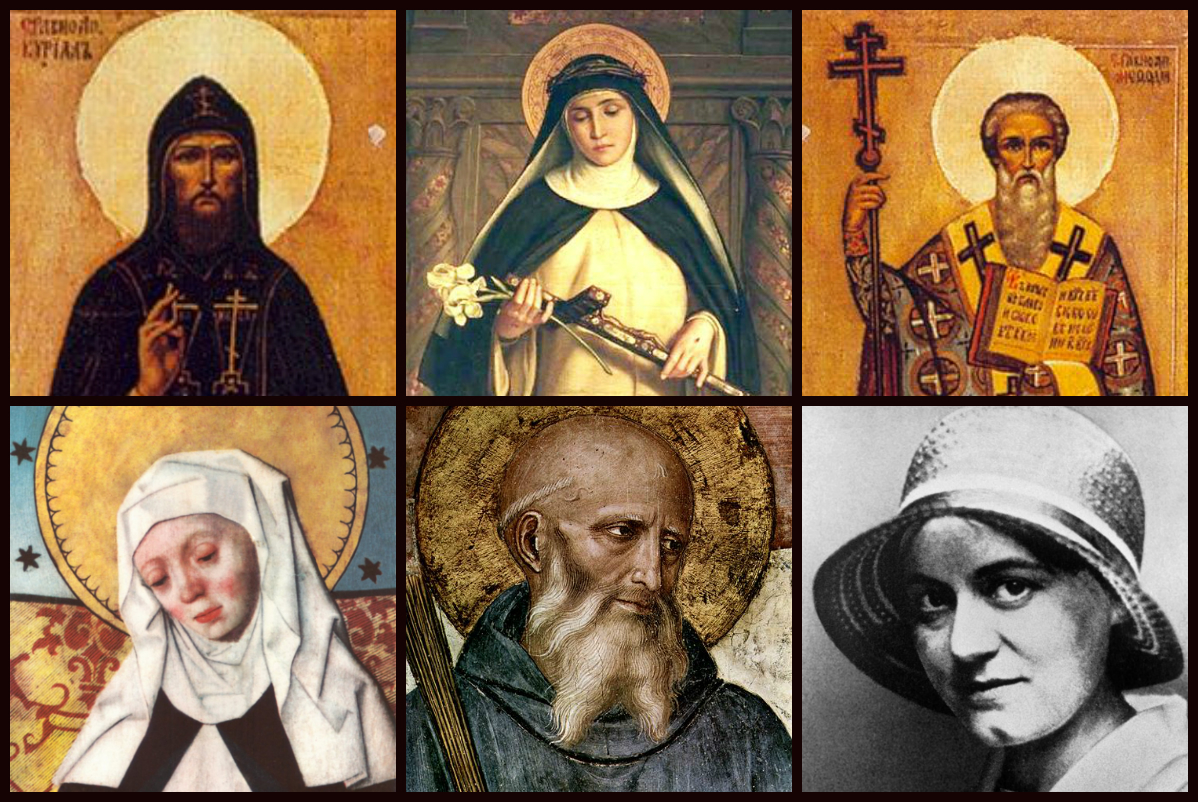
Saints patrons de l'Europe.

Un saint patron est un saint protecteur d'un lieu ou d'un groupe de personnes.
Il peut être attaché à un lieu (comme saint Michel, saint patron de la ville, ou les églises placées sous le patronage de saints), à un métier ou une activité (comme saint Sébastien, saint patron des archers), à des risques, dangers ou maladies (comme le Père Damien, saint patron des lépreux) ou à un état de vie (comme saint Nicolas de Myre, saint patron des enfants).
Ce type de vénération est principalement partagé par les catholiques, les orthodoxes (qui fêtent notamment la slava) et, dans une certaine mesure, la communion anglicane et les luthériens. La plupart des cultes protestants réprouvent cette pratique, considérant que le culte des saints et des reliques est une forme d'idolâtrie.
Le patronage est la protection d'un saint patron tandis que l'impatronisation est l'action d'impatroniser, d'introduire un saint protecteur, notamment un saint titulaire dans la titulature et le patronage des lieux de culte.

## Historique
La fin de l'Antiquité européenne voit l'avènement du christianisme, religion monothéiste. La religion populaire restant empreinte de polythéisme, les autorités religieuses ont pu vouloir intégrer cette croyance en autorisant le culte local voire régional de saints protecteurs, à l'instar des anges gardiens.
C'est à partir de la fin du Moyen Âge que les confréries de métier demandent l'intercession de leur saint patron. L'établissement du titulaire ou patron d'église est le fait de l'évêque qui, dans la dédicace d'une église, en désigne le saint protecteur, de concert avec les fondateurs de l'église ou les personnes lui ayant demandé de la consacrer.
Le mode d'élection des saints patrons est réglé par le décret Decretum super electione Sanctorum in patronos Sacra Rituum Congregatio de la congrégation des Rites, promulgué par le pape Urbain VIII le 23 mars 1630.

## Hagiotoponymie
L’hagiotoponymie étudie notamment les saints patrons auxquels sont dédiés les lieux de culte ou qui ont formé des noms de lieux.